# Betyla auriger
Betyla auriger är en stekelart som beskrevs av Naumann 1988. Betyla auriger ingår i släktet Betyla och familjen hyllhornsteklar. Inga underarter finns listade.